# Девід Ейрс
Девід Ейрс (англ. David Ayres, нар. 12 серпня 1977, Вітбі, Онтаріо) — канадський водій льодового комбайну в Скоушабенк-арена, який став відомий 22 лютого 2020 року, коли йому довелось стати екстреним воротарем команди НХЛ «Кароліна Гаррікейнс», яка в результаті обіграла «Торонто Мейпл Ліфс» з рахунком 6-3.
В результаті він став першим екстреним воротарем в Національної хокейної ліги, якому вдалося записати перемогу на свій рахунок.

## Біографія
Ейрс є уродженцем містечка Вітбі, що знаходиться в канадській провінції Онтаріо. Виріс, граючи в хокей у молодіжних командах. Його покійний батько Боб та брат Кріс також були воротарями. У 2004 році через хворобу був змушений перенести операцію з трансплантації нирки, яку пожертвувала йому його мати Мері..
З 2012 року Девід працював в технічному забезпеченні і водієм льодозаливального комбайну «Zamboni» в «Ricoh Coliseum» (зараз «Coca-Cola Coliseum») в Торонто, який є домашньою ареною для «Торонто Марліс» з Американської хокейної ліги. В його службові обов'язки входило обслуговування і експлуатація льодового комбайну, за що отримав прізвисько «Водій Замбоні», яке широко використовували у статтях про його дебют в НХЛ. Чоловік із системи «Марліс» дізнався, що він є також воротарем і тренером, тому головний тренер «Марліс», а згодом і «Мейпл Ліфс» Шелдон Кіф почав використовувати його як воротаря на тренувальних практиках, коли потрібна була додаткова людина.

## Хокейна кар'єра
В 2014 році Ейрс зіграв вісім матчів з «Норвуд Вайперс» в Хокейній лізі Кубка Аллана. Граючи на позиції воротаря він пропустив 58 голів, і мав коефіцієнт пропущених кидків на рівні 0.77 і 8 поразок при коефіцієнту надійності 8.88 шайб за гру.. Ейрс виступав резервним воротарем як для «Торонто Марліс», так і для «Шарлотт Чекерс» в АХЛ, фарм-клубах «Торонто Мейпл Ліфс» та «Кароліна Гаррікейнс» відповідно.

### Дебют в НХЛ
22 лютого 2020 року обоє воротарів «Кароліна Гаррікенс», Джеймс Реймер та Петр Мразек, отримали травми під час гри проти «Торонто Мейпл Ліфс». Ейрес вступив у гру в другому періоді як екстрений резервний воротар, після підписання контракту на одну гру з НХЛ. Одягнувши старий шолом і амуніцію воротаря «Торонто Марліс», Казимира Каскісуо, і одягнувши футболку Maple Leafs під свою амуніцію, він вступив у гру, коли таймер показував 8:41, другого періоду, а рахунок був 3–1 на користь «Гаррікейнс». Під час гри він відразу пропустив перші 2 кидки у свої ворота, перед тим як відбити наступні вісім кидків у ворота (при цьому йому вдалося відстояти весь третій період на «нуль»), а також записав на свій рахунок один кидок по воротах. Завдяки цьому він допоміг «Кароліні» отримати перемогу з рахунком 6-3. Він став першим екстреним воротарем, який увійшов в гру в матчі НХЛ, після Скотта Фостера в 2018 році.. Гравці «Гаррікенс» вітали в роздягальні Ейрса, обливаючи його водою з пляшок. Він також став найстаршим воротарем (у 42 роки, 194 дні), що отримав перемогу у своєму дебютному матчі в НХЛ, побивши рекорд, встановлений Г'юї Леманом в 1927 році (41 рік 21 день).
Ейрс був названий найкращим гравцем матча, і отримав своє ігрове джерсі та шайбу. Якби він підписав Пробний любительський контракт, то йому було б заплачено 500 доларів за гру, але Ейрс після гри заявив, що за умовами контракту він не отримає платні. Реймер також подарував йому свою воротарську ключку з автографом, а Род Бріндамор, тренер «Кароліни», подарував Ейрсу пляшку вина з автографом.. Його дебют відбувся в 40-ту річницю Дива на льоду.
Після гри «Кароліна Гаррікейнс» оголосила, що продаватимуть футболки з прізвищем Ейрса та джерсі з номером 90, виплачуючи роялті Девіду, а частина отриманих коштів будуть спрямовані в фонд лікування ниркових захворювань на вибір Ейрса.
25 лютого Ейрсу було запропоновано дати сирену на початку домашньої гри «Кароліни Гаррікейнс». Перебуваючи в Північній Кароліні, губернатор Рой Купер оголосив Ейрса, громадянина Канади, почесним громадянином штату Північна Кароліна та міста Ралі і оголосив 25 лютого 2020 року «Днем Девіда Ейрса» у місті Ралі.

## Статистика

### Клубні виступи
| Сезон        | Клуб                  | Ліга         | Регулярний сезон | Регулярний сезон | Регулярний сезон | Регулярний сезон | Регулярний сезон | Регулярний сезон | Регулярний сезон | Регулярний сезон | Регулярний сезон | Плей-оф | Плей-оф | Плей-оф | Плей-оф | Плей-оф | Плей-оф | Плей-оф | Плей-оф |
| Сезон        | Клуб                  | Ліга         | І                | В                | П                | Н/OT             | Хв               | ПГ               | ІБГ              | ПГГ              | %ВК              | І       | В       | П       | Хв      | ПГ      | ІБГ     | ПГA     | %ВК     |
| ------------ | --------------------- | ------------ | ---------------- | ---------------- | ---------------- | ---------------- | ---------------- | ---------------- | ---------------- | ---------------- | ---------------- | ------- | ------- | ------- | ------- | ------- | ------- | ------- | ------- |
| 2014–15      | «Норвуд Вайперс»      | ACH          | 8                | —                | —                | —                |                  |                  |                  | 8.88             | .777             | —       | —       | —       | —       | —       | —       | —       | —       |
| 2019–20      | «Кароліна Гаррікейнс» | НХЛ          | 1                | 1                | 0                | 0                | 28:41            | 2                | 0                | 4.18             | .800             | —       | —       | —       | —       | —       | —       | —       | —       |
| Усього в НХЛ | Усього в НХЛ          | Усього в НХЛ | 1                | 1                | 0                | 0                | 28:41            | 2                | 0                | 4.18             | .800             | —       | —       | —       | —       | —       | —       | —       | —       |